# Sonata para piano n.º 3 (Schubert)
La Sonata para piano núm. 3 en mi mayor, D 459, es una obra para piano compuesta por Franz Schubert en agosto de 1816. No fue publicada hasta el año 1843 –mucho después de la muerte del compositor–, por Carl August Klemm en Leipzig, con el título engañoso de Fünf Klavierstücke (Cinco piezas para piano).  En la primera edición del Catálogo Deutsch, las cinco piezas fueron agrupadas como su tercera sonata con el mismo número, D. 459. Pero si es una sola composición de cinco movimientos, es una cuestión discutida. En la segunda edición del Catálogo Deutsch, las últimas tres piezas del conjunto fueron agrupadas como Drei Klavierstücke, D 459A (Tres Piezas para Piano), y sólo los dos primeros movimientos se consideraba que formaban parte de la misma sonata, D 459.
Se ha sugerido que la pieza catalogada como D 506 podría ser el tercer y último movimiento de la sonata junto con la tercera pieza de la D 459A (Allegro patetico), que correspondería al primer movimiento, y el Adagio D 349, que podría ser el segundo movimiento. 
Andrea Lindmayr-Brandl está de acuerdo con el planteamiento de Klemm en su afirmación que compiló las piezas para su publicación de 1843 de diferentes obras de Schubert. Lindmayer concluye que la obra es "fragmentaria", porque Schubert había interrumpido la sonata al término de la sección de desarrollo del segundo movimiento. 

## Piezas / movimientos
I. Allegro moderato
Mi mayor
Con una recapitulación en la subdominante
II. Scherzo: Allegro
Mi mayor
III. (o D 459A I.) Adagio
C mayor
IV. (o D 459A II.) Scherzo: Allegro - Trío: Più tardo
La mayor
La recapitulación de este movimiento está descrita por Daniel Coren. 
V. (o D 459A III.) Allegro patetico
Mi mayor